# 1584 Fuji
1584 Fuji eller 1927 CR är en asteroid i huvudbältet som upptäcktes 7 februari 1927 av den japanska astronomen Okuro Oikawa i Tokyo. Den har fått sitt namn efter Japans högsta berg och vulkan, Fuji.
Asteroiden har en diameter på ungefär 19 kilometer.